# LoneStar Airways
LoneStar Airways es una aerolínea con base en Liberia. Ha dejado de efectuar vuelos y su Boeing 727 está estacionado en Belgrado desde octubre de 2006, aunque ha sido utilizado ocasionalmente por Aviogenex con el registro serbio YU-AKD.
La aerolínea pretende comenzar a operar en el oeste de África utilizando un Boeing 737-200.

## Códigos
- Código ICAO: LOA (no es el actual)
- Callsign: LONEAIR (no es el actual)

## Destinos
En 2006, Lonestar anunció una lista de destinos que pretendía operar de manera regular.
Lagos, Acra, Abiyán, Monrovia, Freetown, Banjul, Dakar

## Flota
La flota de LoneStar Airways incluye un Boeing 727-2L8 (en abril de 2005).

## Directivos
- Emmanuel Shaw